# Primera Divisió
La Primera Divisió, ufficialmente denominata Lliga Multisegur Assegurances per ragioni di sponsorizzazione, è la massima serie calcistica andorrana, che si colloca al vertice del sistema del campionato andorrano di calcio ed è gestita dalla Federació Andorrana de Futbol, creata nel 1994.  Il campionato si disputa ufficialmente dalla stagione 1995-1996.

## Formula
Le dieci squadre della lega si affrontano fra di loro in un girone all'italiana per tre volte. Al termine delle ventisette giornate previste, la prima classificata ottiene il titolo di Campione d'Andorra. L'ultima classificata retrocede direttamente nella Segona Divisió, mentre la penultima si scontra con la seconda classificata della Segona Divisió in uno spareggio promozione-retrocessione.
La compagine che si aggiudica il titolo ha diritto ad un posto nel primo turno di qualificazione della UEFA Champions League.

## Partecipazioni per squadra
Sono 31 le squadre ad aver preso parte ai 31 campionati di Primera Divisió andorrana disputati a partire dalla stagione 1995-96 alla stagione 2025-2026 (in grassetto le squadre partecipanti all'edizione 2025-2026).
- 31 volte:  FC Santa Coloma
- 29 volte:  Inter Escaldes
- 28 volte:  Sant Julià
- 20 volte:  Encamp
- 19 volte:  Lusitans,  Principat
- 18 volte:  UE Santa Coloma
- 15 volte:  Engordany
- 11 volte:  Ordino,  Rànger's
- 10 volte:  Atlètic Escaldes
- 8 volte:  SC Escaldes
- 7 volte:  Penya Encarnada
- 6 volte:  FS La Massana
- 5 volte:  Carroi
- 3 volte:  Benito,  Esperança d'Andorra,  Extremenya,  Gimnàstic Valira,  Pas de la Casa
- 2 volte:  Aldosa,  Casa del Benfica,  Constel·lació,  Engolasters ,  FC Andorra,  Spordany Juvenil
- 1 volta:  Atlètic Amèrica,  Construccions Emprimo,   Jenlai,  Les Bons

## Albo d'oro
- 1995-1996:  Encamp (1º)
- 1996-1997:  Principat (1º)
- 1997-1998:  Principat (2º)
- 1998-1999:  Principat (3º)
- 1999-2000:  Constel·lació (1º)
- 2000-2001:  FC Santa Coloma (1º)
- 2001-2002:  Encamp (2º)
- 2002-2003:  FC Santa Coloma (2º)
- 2003-2004:  FC Santa Coloma (3º)
- 2004-2005:  Sant Julià (1º)
- 2005-2006:  Rànger's (1º)
- 2006-2007:  Rànger's (2º)
- 2007-2008:  FC Santa Coloma (4º)
- 2008-2009:  Sant Julià (2º)
- 2009-2010:  FC Santa Coloma (5º)
- 2010-2011:  FC Santa Coloma (6º)

- 2011-2012:  Lusitans (1º)
- 2012-2013:  Lusitans (2º)
- 2013-2014:  FC Santa Coloma (7º)
- 2014-2015:  FC Santa Coloma (8º)
- 2015-2016:  FC Santa Coloma (9º)
- 2016-2017:  FC Santa Coloma (10º)
- 2017-2018:  FC Santa Coloma (11º)
- 2018-2019:  FC Santa Coloma (12º)
- 2019-2020:  Inter Escaldes (1º)
- 2020-2021:  Inter Escaldes (2º)
- 2021-2022:  Inter Escaldes (3º)
- 2022-2023:  Atlètic Escaldes (1º)
- 2023-2024:  UE Santa Coloma (1º)
- 2024-2025:  Inter Escaldes (4º)